# Povo Feliz
Povo Feliz, também conhecido por Voa, Canarinho, é um famoso samba composto por Memeco e Nonô do Jacarezinho em 1982 e gravado no mesmo ano pelo ex-jogador de futebol Júnior em um compacto.
A música foi lançada pela gravadora RCA-Victor poucos meses antes da Copa do Mundo de 1982, e virou o hit do "Escrete Canarinho" naquele Mundial. Este samba embalava as reportagens que mostravam os gols da Seleção naquele mundial, e seguia como trilha-sonora da equipe. E assim, pegando carona com o sucesso da Seleção Brasileira de 82, a canção alcançou o certificado de disco de platina, com 726 mil cópias vendidas. Com apenas 1 mês e meio de lançamento, ela já havia passado da casa das 300mil cópias vendidas.
O lado B do compacto tinha a música "Pagode da Seleção", que não obteve tanta repercussão.

## Faixas
Lado A - Povo Feliz - Memeco e Nonô do Jacarezinho

Lado B - Pagode da Seleção - Alceu Maia e Júnior

## Regravações
- Em 1986, este samba voltou a ser gravado, pelo mesmo intérprete, para o LP "Mexicoração", da Som Livre, que reuniu composições relacionadas à seleção brasileira, dessa vez envolvida na disputa da Copa do Mundo no México.[7]
- Em 2014, para celebrar a Copa do Mundo de 2014 e os seus 60 anos, Júnior regravou a música, que recebeu um novo andamento, mais rápido, e uma pequena alteração na letra, onde a palavra "Espanha" foi substituída por "mundo inteiro".[8]

| “ | "Como não tinha interesse comercial, aceitei gravar a música, com que até hoje as pessoas se identificam e também me identificam através dela. Fizemos uma pequena modificação na letra, trocando Espanha por mundo inteiro, mas o resto da letra foi mantida sobretudo em respeito aos compositores Memeco e Nonô do Jacarezinho, já falecidos." | ” |

## Curiosidades
- Esta música é uma das que fazem parte do musical “Samba Futebol Clube”, de Gustavo Gasparani.[9]